# File Alteration Monitor
Der File Alteration Monitor (FAM) ist eine Software zur Überwachung von Dateisystemen auf Veränderungen.
Die freie Software für Unix-ähnliche Betriebssysteme wurde von Silicon Graphics entwickelt und erledigt als Daemon (Systemdienst) im Auftrag anderer Programme die Überwachung bestimmter Verzeichnisse. Diese Programme werden dann von FAM benachrichtigt und müssen nicht selbst regelmäßig nach Änderungen suchen.
FAM besteht aus zwei Komponenten: dem Daemon famd (GPL-lizenziert) und der Programmbibliothek libfam (LGPL-lizenziert), die die Schnittstelle zu den Clients darstellt.
Ein in neuere Kernel eingebauter File Monitor wie dnotify oder inotify wird von FAM genutzt und erhöht die Effizienz erheblich. In dieser Konstellation bietet FAM weiterhin den Vorteil der Plattformunabhängigkeit und der Aufgabenverteilung bei Netzwerkdateisystemen, indem Überwachungsaufträge an eine eventuelle FAM-Instanz auf dem Server delegiert werden. Nachteilig wirkt sich FAM bei der Neuanlage großer Mengen von Dateien aus, weil viel zusätzliche Prozessorbelastung entsteht.
FAM nutzt wenn möglich Benachrichtigungsmechanismen des Kernels und verlegt sich ansonsten auf das regelmäßige Abfragen des Dateisystems.
FAM wird beispielsweise von Dateimanagern wie Konqueror, Nautilus oder gentoo genutzt, um die Dateiansicht aktuell zu halten und in zahlreichen wichtigen BSDs und Linux-Distributionen integriert.

## Geschichte
Ursprünglich wurde FAM im Jahr 1989 von Bruce Karsh (bei SGI) für das Betriebssystem IRIX geschrieben. Im Jahr 1995 wurde FAM von Bob Miller auch für Linux, zudem quelloffen neu geschrieben.
Besonders für Linux gibt es eine Abspaltung von FAM namens Gamin.